# Philipp Quinlan
Philipp Quinlan (* 10. Mai 1990 in München) ist ein deutscher Eishockeyspieler, der seit 2014 beim EHC Klostersee in der Oberliga unter Vertrag steht.

## Karriere
Philipp Quinlan begann seine Karriere als Eishockeyspieler in der Nachwuchsabteilung der Starbulls Rosenheim, für deren U18-Junioren er von 2005 bis 2008 in der Deutschen Nachwuchsliga aktiv war. In der Saison 2007/08 gab er zudem sein Debüt für die erste Mannschaft der Starbulls in der drittklassigen Oberliga. Von 2008 bis 2010 spielte der Angreifer für den Oberligisten EHC Klostersee und kam in der Saison 2009/10 parallel als Leihspieler für den EHC München zu seinem Debüt im professionellen Eishockeyliga, als er fünf Mal in der 2. Bundesliga auflief. 
Zur Saison 2010/11 erhielt Quinlan einen Vertrag beim EHC München, der als Zweitligameister den Aufstieg in die Deutsche Eishockey Liga erreicht hatte. Für den DEL-Aufsteiger blieb er in seinem Rookiejahr in der höchsten deutschen Spielklasse in 21 Spielen punkt- und straflos. Parallel kam er mit einer Förderlizenz für seinen Ex-Klub Starbulls Rosenheim in der 2. Bundesliga zum Einsatz. Zur Spielzeit 2011/12 wurde er von den Hannover Indians verpflichtet, danach wechselte er nach Ende der Saison zu den Bietigheim Steelers. Seit der Saison 2014/15 schnürt Quinlan die Schlittschuhe für den Oberligisten EHC Klostersee. 

## Erfolge und Auszeichnungen
- 2013 DEB-Pokal-Sieger mit dem SC Bietigheim-Bissingen

## DEL-Statistik
(Stand: Ende der Saison 2010/11)